# São Franciscokraton

Kratons in Zuid-Amerika en Afrika. De continenten zijn teruggebracht naar hun posities voor de opening van de Atlantische Oceaan zodat de vroegere samenhang beter zichtbaar is.

Het São Franciscokraton (Engels: São Francisco Craton) is een geologisch kraton (een deel van de aardkorst met een relatief hoge ouderdom) in het oosten van Zuid-Amerika. Het kraton ligt met name aan het oppervlak in de Braziliaanse deelstaten Minas Gerais en Bahia.
Het São Franciscokraton bestaat uit een aantal verschillende blokken van sokkelgesteente uit het Archeïcum. Deze blokken worden door orogene gordels van elkaar gescheiden. Deze gordels worden gekenmerkt door gemetamorfoseerde sedimenten van passieve marges en voorlandbekkens, geïntrudeerd door granietlichamen. Ze hebben zelf ouderdommen uit het Paleoproterozoïcum (ongeveer 2,5 tot 2,0 miljard jaar oud). In die tijd moet het kraton in zijn huidige configuratie zijn samengevoegd uit de Archeïsche blokken.
Rond 1,0 miljard jaar geleden lag het São Franciscokraton in het zuiden van het supercontinent Rodinia. Na het opbreken van Rodinia aan het einde van het Proterozoïcum (700 miljoen jaar geleden) ging het deel uitmaken van het grote continent Gondwana, dat tot in het Jura (rond 180 miljoen jaar geleden) een geheel bleef vormen. Toen Gondwana uit elkaar brak in verschillende hedendaagse continenten, kwam het São Franciscokraton in Zuid-Amerika te liggen. Het vormde voor de opening van de Atlantische Oceaan een geheel met het Congokraton in Afrika.
De oude Paleoproterozoïsche orogene gordels van het kraton bevatten veel ertsrijke gesteenten en vormen een belangrijke bron van inkomsten voor de Braziliaanse mijnbouw. Met name worden er ijzer en goud gewonnen.